# Theodora Versteegh
Theodora „Do“ Jacomina Petronella Versteegh (* 13. Dezember 1888 in Kerk Avezaath; † 20. Oktober 1970 in Den Haag) war eine niederländische Sängerin und Gesangslehrerin.

## Leben

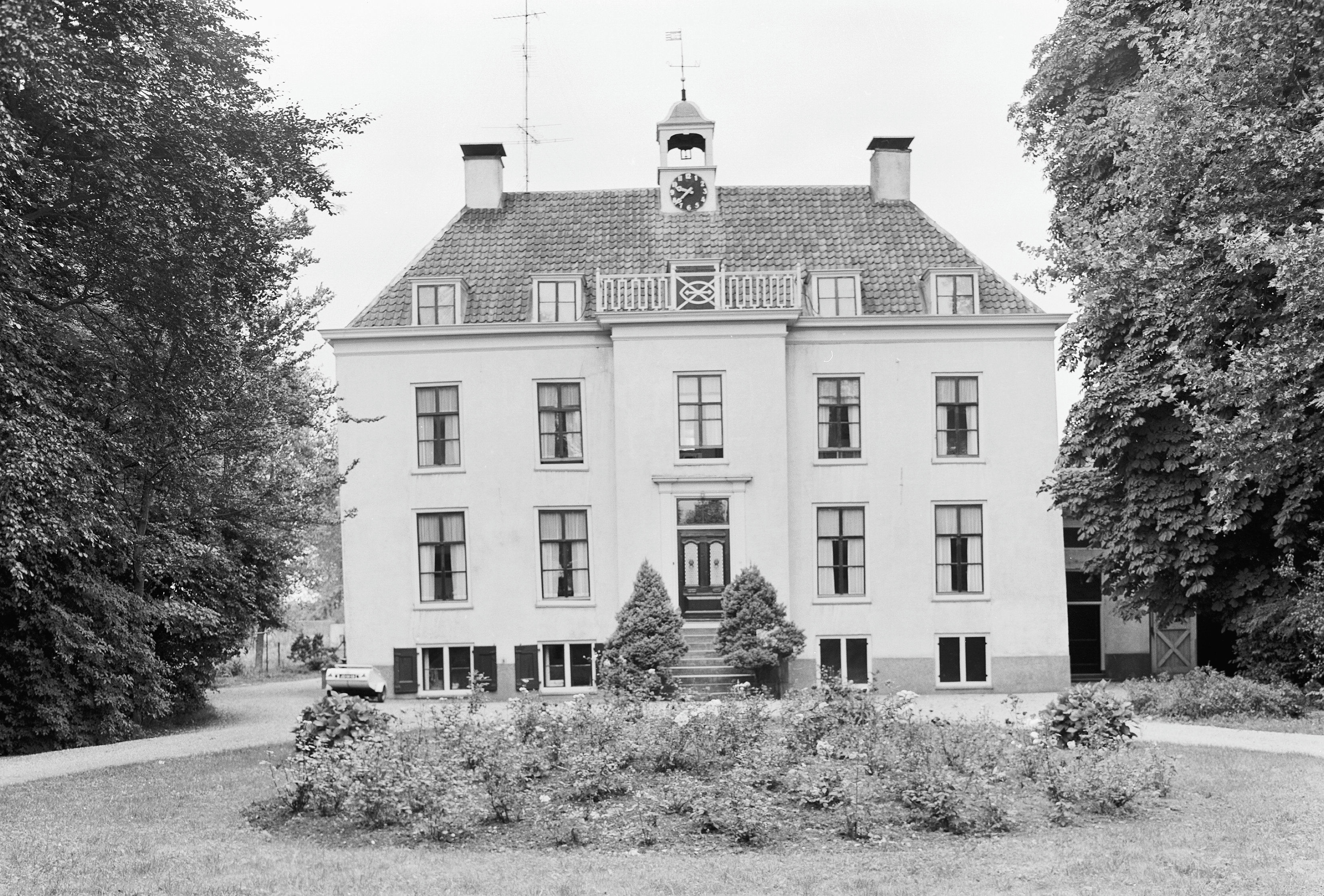
Haus Teisterbant

Do Versteegh wurde als Tochter des wohlhabenden Landwirts Jacob Arnoldus Versteegh (1836–1891) und von Anna Wilhelmina Theodora van Lidth de Jeude (1849–1916) auf dem Landgut Teisterbant in Kerk Avezaath, einem Dorf in der Gemeinde Tiel, geboren. Als sie drei Jahre alt war, starb ihr Vater im Dezember 1891 und die Familie zog in die Stadt Tiel. Do Versteegh hatte bereits als junges Mädchen Erfolg als Sängerin in Kinderoperetten, da sie über eine schöne Altstimme verfügte. Mit acht Jahren durfte sie Solos im Kinderchor von Marius Adrianus Brandts Buys Jr. singen, der Lehrer an der Musikschule in Tiel war. Sie erhielt außerdem Klavierunterricht bei Sem Dresden. Sie besuchte die Koninklijke Nederlandsche Toonkunstenaars Vereeniging (Königlich Niederländischer Musikerverband) in Arnheim, wo sie Unterricht bei Marius Adrianus Brandts Buys jr. hatte, der 1904 ihre Schwester Henriëtte Versteegh (1883–1959) heiratete.
Anfang Mai 1914 gab Do Versteegh noch während ihrer Ausbildung in Tiel ihr Konzertdebüt in Georg Friedrich Händels Joshua. Unter der Leitung von Sem Dresden sang sie die Altpartie. Im Juli 1915 bestand sie die Sologesangsprüfung an der Koninklijke Nederlandsche Toonkunstenaars Vereeniging. Nach ihrem Abschluss lebte sie kurze Zeit in Amsterdam. 1915 lernte Do Versteegh die Sopranistin Jo Vincent kennen. Sie tourte mit Georg Schumann als ihrem Begleiter durch Deutschland und kehrte mit einer Reihe guter Kritiken in die Niederlande zurück. Im Januar 1916 starb ihre Mutter in Tiel. 1917 oder 1919 zog Do Versteegh nach Den Haag, wo sie in einer Mädchenpension in der Van Blankenbergestraat in Den Haag die Malerin Ru Paré (1896–1972) kennenlernte, mit der sie eine lebenslange Freundschaft verband.

### Musikalischer Werdegang
Do Versteegh nahm Gesangsunterricht bei Cornélie van Zanten und Tilly Koenen. Am 2. März 1920 gab sie mit dem Pianisten Willem Andriessen im Kleinen Saal des Concertgebouw in Amsterdam  ein Konzert, das von der Presse kontrovers besprochen wurde. So wurde ihr tiefer Mezzosopran, ihr musikalischer Gesang und ihre gefühlvolle und intelligente Darbietung gelobt, aber ihre nicht ausgereifte Darstellungskraft, Technik- und Aussprachefehler und fehlende Tragkraft ihrer Stimme bemängelt. Anlässlich eines Liederabends im Berliner Saal Bechstein im Frühjahr 1922 waren die Rezensionen positiver. Ihr Alt sei „von warmem, edlem Timbre“, ihre Darbietung zeuge von „einer hervorragenden Ausbildung, wobei die scharf-klare und plastische Diktion eine angenehme Wirkung hatte. Mit zunehmender Reife wird Theodora Versteegh auch in ihrer Präsentation mehr erreichen können, doch schon jetzt überraschte sie oft mit kleinen, tief empfundenen Details, und das Ganze zeugte von einer tiefen Musikalität“. Anfang April 1924 sang sie als Solistin erstmals die Altstimme in Bachs Matthäus-Passion mit dem „Utrechts Toonkunstkoor“ unter der Leitung von Johan Wagenaar.
Zusammen mit der Sopranistin Jo Vincent, dem Tenor Evert Miedema und dem Bass Jac. van Kempen (später Willem Ravelli) trat Do Versteegh als „Jo Vincent Quartett“ im ganzen Land auf. Sie nahmen für das Label Columbia Records Schallplatten in London auf und traten für den Radiosender Nederlandse Christelijke Radio Vereniging (NCRV) auf. Vor allem aber machte Do Versteegh Karriere als Oratoriensängerin. Sie trat mit berühmten Dirigenten wie Bruno Walter, Willem Mengelberg, Eduard van Beinum und Zoltán Kodály auf. In den 1930er Jahren begann sie auch als Gesangslehrerin tätig zu werden. Zu ihren Auftritten gehörten unter anderem:
- 15. und 16. April 1925: die Altstimme in Mozarts „Requiem“ während eines Folkkonzerts mit dem Concertgebouw-Orchester unter der Leitung von Bruno Walter
- 24. April 1925: die Altpartie in Beethovens „Sinfonie Nr. 9“ im Rahmen eines Benefizkonzerts zugunsten der Pensionskasse der Orchestermitglieder mit dem Concertgebouw-Orchester unter der Leitung des deutschen Dirigenten Max Fiedler
- 14. und 15. Januar 1928: die Altstimme in Bachs „Magnificat in D-Dur, BWV 243“ bei einem Volkskonzert unter der Schirmherrschaft von Toonkunst Amsterdam im Concertgebouw Amsterdam
- 20. und 21. März 1928: die Altpartie in der „Messa da Requiem“ von Giuseppe Verdi bei Konzerten der Royal Christian Oratorio Society im Concertgebouw in Amsterdam
- 1. und 2. Juli 1929: die Altpartie im „Te Deum Laudamus“ von Alphons Diepenbrock
- 19. März 1930: im Palais Noordeinde in Den Haag während einer musikalischen Soirée von Königin Wilhelmina und Prinz Hendrik in Anwesenheit der Königinmutter und einer kleinen Anzahl geladener Gäste
- 10. und 20. Dezember 1936: die Altpartie in Franz Liszts „Missa solemnis“ mit dem Concertgebouw-Orchester anlässlich des 50. Todestages und des 125. Geburtstags des ungarischen Komponisten im Concertgebouw in Amsterdam, dirigiert von Willem Mengelberg
- 5., 6., 8. und 10. Mai 1938: in Gustav Mahlers „Sinfonie Nr. 8“ mit dem Concertgebouw-Orchester unter der Leitung von Willem Mengelberg anlässlich des Galakonzerts im Amsterdamer Concertgebouw zu Ehren des 50. Jahrestages des Concertgebouw
- 7. und 9. Dezember 1939: die Altstimme in Anton Bruckners „Te Deum in C-Dur“ im Concertgebouw in Amsterdam, dirigiert von Eduard van Beinum
- 21. und 22. März 1941: Aufführungen von Bachs „Hohe Messe“ in Brüssel unter der Leitung von Lodewijk de Vocht
- 8. Mai 1941: die Altstimme in der „Messe Nr. 3“ von Anton Bruckner im Concertgebouw in Amsterdam
- 28. und 29. März 1942: die Altpartie in Bachs Matthäus-Passion im Concertgebouw in Amsterdam unter der Leitung von Willem Mengelberg[1]

### Tätigkeit während des Krieges
Als Do Versteegh zu Beginn des Zweiten Weltkriegs vom Reichskommissar Arthur Seyß-Inquart gebeten wurde, in seinem Haus aufzutreten, erfand sie eine Ausrede, um der Aufforderung zu entgehen. 1942 verweigerte sie die Anmeldung bei der Nederlandsche Kultuurkamer, eine nach der Besetzung der Niederlande durch die Wehrmacht von den deutschen Besatzern eingerichtete Kontroll- und Zensurinstitution. Sie durfte nicht mehr öffentlich auftreten und tauchte unter, nachdem sie vom Sicherheitsdienst (SD) eine Vorladung zur Meldung erhalten hatte. Sie gab nur noch heimlich Hauskonzerte, teilweise mit Jo Vincent, unter anderem in Jo Vincents Villa Tetterode in Overveen. Do Versteegh half ihrer Freundin Ru Paré, die zur der Widerstandsgruppe „Utrechts Kindercomité“ gehörte, mehr als fünfzig jüdische Kinder zu retten. Ru Paré koordinierte die Widerstandsarbeit, die hauptsächlich darin bestand, Pflegefamilien und Kontaktpersonen zu finden und falsche Ausweispapiere zu besorgen. Für das nötige Geld sorgte Do Versteegh mit den Erlösen aus diesen Konzerten.
Am 3. März 1945 verlor Do Versteegh bei der Bombardierung des Viertels Bezuidenhout, wo sie in der Prinses Mariestraat lebte, ihren gesamten Besitz. Am 22. März gab sie in Het Vaderland eine Anzeige auf, in der sie Klavierpartituren suchte. Von allen Seiten wurden ihr neben Noten auch Kleidung und andere Gegenstände gespendet, darunter auch der Steinway-Flügel, der Seyss-Inquart gehört hatte.

### Weiteres Leben
Nach der Befreiung sang Do Versteegh bei verschiedenen Befreiungs- und Trauerkonzerten, wie etwa am 9. Juni 1945 während eines festlichen Befreiungskonzerts das Stück „Vrije Klanken“ im Concertgebouw in Amsterdam. Gemeinsam mit Ru Paré zog sie 1945 in Ru Parés Elternhaus in der Van Beuningenstraat 75 in Den Haag, wo jeder seinen eigenen Haushalt führte und Do Versteegh ihre Tätigkeit als Gesangslehrerin fortsetzte. Am 12. Mai 1946 trat sie zum letzten Mal mit dem Concertgebouw-Orchester auf und sang die Altpartie in der „Matthäus-Passion“ im Concertgebouw in Amsterdam unter der Leitung des Dirigenten Lodewijk de Vocht. Am 27. Dezember 1948 sang sie bei ihrem Abschiedskonzert im Diligentia in Den Haag Lieder der Komponisten Dresden, De Vocht, Pijper, Bordewijk-Roepman, begleitet vom Pianisten Hans Schouwman. Sie wurde für ihre „ausgezeichnete Musikalität, ihre scharfe Intelligenz und ihren vorbildlichen technischen Hintergrund“ gelobt. Danach widmete sie sich ganz der Lehrtätigkeit.
Do Versteegh wurde zum Ritter des Ordens von Oranien-Nassau geschlagen und erhielt das belgische Ritterkreuz des Kronenordens. Sie starb im Oktober 1970 und wurde in aller Stille eingeäschert.

## Erinnerung und Gedenken
Anfang 1972 gründeten Ru Paré, der Haager HNO-Spezialist Jozef van Deinse (1916–1989) und Do Versteeghs Schülerin Lucie Frateur in Gouda die Theodora Versteegh Stichting. Der Schwerpunkt der bis heute bestehenden Stiftung liegt in der Förderung der wissenschaftlichen Stimmforschung und der Sprachtherapie.
Die Archive von Do Versteegh und Ru Paré werden im Nederlandse Muziekinstituut aufbewahrt. Im Buch 101 Vrouwen en de oorlog (dt.: 101 Frauen und der Krieg) der Historikerin und Schriftstellerin Els Kloek mit 101 Biografien von Frauen, die im Zweiten Weltkrieg im Kontext der niederländischen Geschichte eine Rolle spielten, ist Do Versteegh ein Kapitel gewidmet.
In der Gemeinde Pijnacker-Nootdorp und in Hengelo in Overijssel ist die „Theodora Versteeghstraat“ nach ihr benannt.